# جلیل‌اوغلو (صندوق‌لی)
جلیل‌اوغلو (به ترکی استانبولی: Celiloğlu) یک منطقهٔ مسکونی در ترکیه است که در صندوق‌لی واقع شده‌است.